# Brabantse Pijl 2018
De 58e editie van de wielerwedstrijd Brabantse Pijl (Frans: Fleche Brabançonne) werd gehouden op woensdag 11 april 2018. De start was in Leuven, de finish in Overijse. De wedstrijd maakte deel uit van de UCI Europe Tour 2018, in de categorie 1.HC.
De Belg Tim Wellens won deze wielerwedstrijd. Bij de start werd een minuut stilte gehouden naar aanleiding van het overlijden van Michael Goolaerts na een hartaanval tijdens Parijs-Roubaix enkele dagen voordien.

## Uitslag
| Plaats  | Naam             | Ploeg                    |          |
| ------- | ---------------- | ------------------------ | -------- |
| Winnaar | Tim Wellens      | Lotto Soudal             | 4u42'48" |
| 2       | Sonny Colbrelli  | Bahrain-Merida           | + 9"     |
| 3       | Tiesj Benoot     | Lotto Soudal             | z.t.     |
| 4       | Pieter Serry     | Quick-Step Floors        | z.t.     |
| 5       | Jan Tratnik      | CCC Sprandi Polkowice    | z.t.     |
| 6       | Andrea Pasqualon | Wanty-Groupe Gobert      | z.t.     |
| 7       | Dylan Teuns      | BMC Racing Team          | z.t.     |
| 8       | Huub Duijn       | Veranda's Willems-Crelan | + 12"    |
| 9       | Thomas Sprengers | Sport Vlaanderen-Baloise | + 14"    |
| 10      | Daryl Impey      | Mitchelton-Scott         | z.t.     |

## Vrouwen
De pas twee jaar oude Pajot Hills Classic werd in 2018 omgedoopt tot Brabantse Pijl voor vrouwen en werd op dezelfde dag verreden als de mannenwedstrijd. De start- en finishplaats bleven echter in Gooik en ook het parcours ging nog steeds over de heuvels en kasseienstroken in het Pajottenland. De eerste editie werd gewonnen door de Italiaanse Marta Bastianelli, die eerder dat jaar ook Gent-Wevelgem won.

### Uitslag
| Plaats  | Naam                      | Ploeg                   | Tijd     |
| ------- | ------------------------- | ----------------------- | -------- |
| Winnaar | Marta Bastianelli         | Alé Cipollini           | 3u37'56" |
| 2       | Leah Kirchmann            | Team Sunweb             | z.t.     |
| 3       | Marianne Vos              | Waowdeals Pro Cycling   | z.t.     |
| 4       | Jolien D'hoore            | Mitchelton-Scott        | z.t.     |
| 5       | Maria Giulia Confalonieri | Valcar PBM              | z.t.     |
| 6       | Rasa Leleivytė            | Aromitalia Vaiano       | z.t.     |
| 7       | Kelly Druyts              | Doltcini-Van Eyck Sport | z.t.     |
| 8       | Chiara Consonni           | Valcar PBM              | z.t.     |
| 9       | Monique van de Ree        | Waowdeals Pro Cycling   | z.t.     |
| 10      | Sofie De Vuyst            | Doltcini-Van Eyck Sport | z.t.     |
| 11      | Kelly Van den Steen       | Lotto Soudal Ladies     | z.t.     |
| 12      | Jessy Druyts              | Experza-Footlogix       | z.t.     |
| 13      | Saartje Vandenbroucke     | Doltcini-Van Eyck Sport | z.t.     |
| 14      | Eugenia Bujak             | BTC City Ljubljana      | z.t.     |
| 15      | Demi de Jong              | Lotto Soudal Ladies     | z.t.     |
| 16      | Nathalie Bex              | Experza-Footlogix       | z.t.     |
| 17      | Argiro Milaki             | Servetto Giusta         | z.t.     |
| 18      | Lara Defour               | Autoglas Wetteren       | z.t.     |
| 19      | Sara Mustonen             | Experza-Footlogix       | z.t.     |
| 20      | Kathrin Schweinberger     | Health Mate-Cyclelive   | z.t.     |

1961 · 1962 · 1963 · 1964 · 1965 · 1966 · 1967 · 1968 · 1969 · 1970 · 1971 · 1972 · 1973 · 1974 · 1975 · 1976 · 1977 · 1978 · 1979 · 1980 · 1981 · 1982 · 1983 · 1984 · 1985 · 1986 · 1987 · 1988 · 1989 · 1990 · 1991 · 1992 · 1993 · 1994 · 1995 · 1996 · 1997 · 1998 · 1999 · 2000 · 2001 · 2002 · 2003 · 2004 · 2005 · 2006 · 2007 · 2008 · 2009 · 2010 · 2011 · 2012 · 2013 · 2014 · 2015 · 2016 · 2017 · 2018 · 2019 · 2020 · 2021 · 2022 · 2023 · 2024